# Фиала, Петр
Петр Фиала (чеш. Petr Fiala; род. 1 сентября 1964[…], Брно) — чешский государственный и политический деятель, политолог и университетский профессор. Председатель правительства Чехии с 17 декабря 2021 года.
В октябре 2013 года на досрочных парламентских выборах был избран депутатом Палаты депутатов Парламента Чехии. В ноябре 2013 года вступил в ГДП. На партийном съезде 18 января 2014 года был избран председателем ГДП.
В период между маем 2012 года и июлем 2013 года был министром образования, молодёжи и физической культуры в правительстве Петра Нечаса. В период с ноября 2017 года до октября 2021 года был вице-председателем Палаты депутатов Парламента Чехии. В академической среде известен как бывший ректор и проректор Масарикова университета в Брно.
В период между 2007 и 2012 годами был членом правления Института изучения тоталитарных режимов (ÚSTR).

## Биография

### Происхождение
Родился в традиционной моравской мещанской семье. Его дед Франтишек Фиала был юристом, который во время Первой республики работал главным советником политического управления в гетманствах Острава, Годонин (район) и Оломоуц, позднее работал государственным советником в Брно. Бабушка Франтишка со стороны отца была еврейкой, и вся её семья была убита в нацистском концлагере во время Холокоста.
Его отец, Игорь Фиала и его брат Иржи были отправлены в концентрационный лагерь как евреи смешанной расы в 1944 году, но им удалось избежать смерти, потому что были евреями только на четверть. После войны отец Фиалы вступил в Коммунистическую партию Чехословакии, однако покинул её в 1956 году, после событий в Венгрии. Мать Зденка работала служащей, позже вышла на пенсию по инвалидности из-за онкологического заболевания.

### Ранние годы
Окончил гимназию в Брно. После чего в период с 1983 по 1988 год получил историко-филологическое образование в Масариковом университете (направление чешский язык и история). С 1984 года стал принимать участие в диссидентской деятельности. В период с 1988 по 1989 год был музейным работником в музее города Кромержиж. После Бархатной революции в ноябре 1989 года вернулся в Брно, где некоторое время работал журналистом в газете «Lidová demokracie». После ухода из редакции этой газеты с апреля 1990 года был заместителем главного редактора «Revue Proglas». Он был многолетним председателем Моравского регионального комитета Чешской секции Панъевропейского союза (Paneuropa-Union Böhmen und Mähren).

### Академическая карьера
С 1990 года Фиала участвовал в становлении области политологии, вместе с юристом Владимиром Чермаком основал кафедру политологии на философском факультете Масарикова Университета, которую возглавил после ухода Чермака в 1993 году. В 1996 году прошёл хабилитацию в Карловом университете в Праге, а в 2002 году был назначен первым профессором в области политологии в Чешской Республике. В 2008 году получил степень магистра права по специальности делового права на юридическом факультете Масарикового университета, который предлагался в партнерстве с Университетом Ноттингем Трент.
Возглавлял кафедру политологии в течение десяти лет, начиная с 1998 года на новом основанном факультете социальных исследований Масарикова университета. В 1996 году он также стал директором Международного института политологии Масариковского университета, где тесно сотрудничал с видными чехословацкими эмигрантами Моймиром Повольным и Иваном Гадюреком, которые также принимали участие в его создании. Принимал участие в создании первого чешского профессионального политологического журнала «Politologický časopis». В 2002 году он был назначен руководителем вновь созданного Департамента международных отношений и европейских исследований и удостоен кафедры Жана Монне, в 2005-2011 годах возглавлял Институт сравнительных политических исследований. В 2004 году он стал деканом факультета социальных исследований и в том же году был избран ректором Масариковского университета.
Был ректором в течение двух сроков полномочий (в период с 2004 по 2011 год), за это время университет пережил значительный количественный и качественный рост, став важным центрально европейским образовательным и исследовательским учреждением (45 000 студентов, из которых более 14% - иностранцы), самым востребованным чешским вузом, создавший общенациональную систему выявления плагиата и другое. За этот период Масариков университет построил, среди прочего, новый кампус для биомедицинского направления, что является одним из крупнейших сооружений и единовременных инвестиций (220 миллионов евро) в сфере высшего образования в Центральной и Восточной Европе; в 2006 году открыла собственную исследовательскую станцию имени Грегора Менделя в Антарктиде, координировал проект Центрально-Европейского технологического института (CEITEC) на сумму 5,3 млрд крон из европейских структурных фондов, запущенный в 2011 году.
После окончания ректорских полномочий он работал проректором по учебной работе Масариковского университета, а с сентября 2011 года был главным научным советником премьер-министра Петра Нечаса.
Петр Фиала общается на английском и немецком языках.

### Научная деятельность
В своей научной деятельности он специализируется на сравнительной политологии и европейской политике. Публикации, посвященные проблеме европейской интеграции, влияют на научную и общественную дискуссию по этой теме. Монография «Европейский Союз» (совместно с М. Питровой, 2003, 2009) является одной из стандартных работ в этой области, а также используется в качестве учебника в Чехии и Словакии, а его самые известные книги в этой области включают «Европейский интервал» ( 2007, 2010). Книга «Политический экстремизм и радикализм в Чехии» (1996), которую он редактировал, положила начало научным исследованиям этого явления в Чехии.
Его работы, посвященные политическому измерению религии (например, «Католицизм и политика», 1996; «Лаборатория секуляризации», 2007), получили международное признание. Многолетние исторические и общественно-научные исследования подпольной церковной деятельности в период коммунизма (совместно с Я. Ганушем) обобщены в монографии «Подпольная церковь» (1999, Die Verborgene Kirche, 2004). Он также опубликовал работы о политических партиях и группах интересов, например, «Теория политических партий» (совместно с М. Стрмиской, 1998, 2009). В качестве автора и редактора он участвовал в написании монографий «Политические партии в Центральной и Восточной Европе» (2002 г.), «Партия и системные партии Европы» (2003 г.), «Европартия» (2007 г.) или «Европеизация интересов» (2009 г.). Его критический анализ текущей политики «Политика, которой не должно быть» (2010) привлёк внимание. Он стал автором 14 монографий и более 200 профессиональных исследований, опубликованных во многих странах. Участвовал в решении национальных и международных исследовательских проектов.

### Политическая деятельность
В октябре 2013 года на досрочных парламентских выборах был лидером ГДП в списке кандидатов в Южно-Моравском крае. Был избран депутатом Палаты депутатов Парламента Чехии, получив 11 372 преференциальных голосов. На XXIV партийном съезде 18 января 2014 года в первом туре голосования был избран председателем партии, победив Мирославу Немцову и Эдварда Кожушника. На партийном съезде в январе 2016 года был вновь переизбран председателем партии.
Был общенациональным лидером партии и лидером в её списке кандидатов в Южно-Моравском крае на парламентских выборах в 2017 году. Получил 13 035 преференциальных голосов и вновь был избран депутатом Палаты депутатов, а 28 ноября 2017 года — вице-председателем. На XXVIII и XXIX партийных съездах, которые прошли в январе 2018 года и январе 2020 года, был переизбран на пост председателя партии.

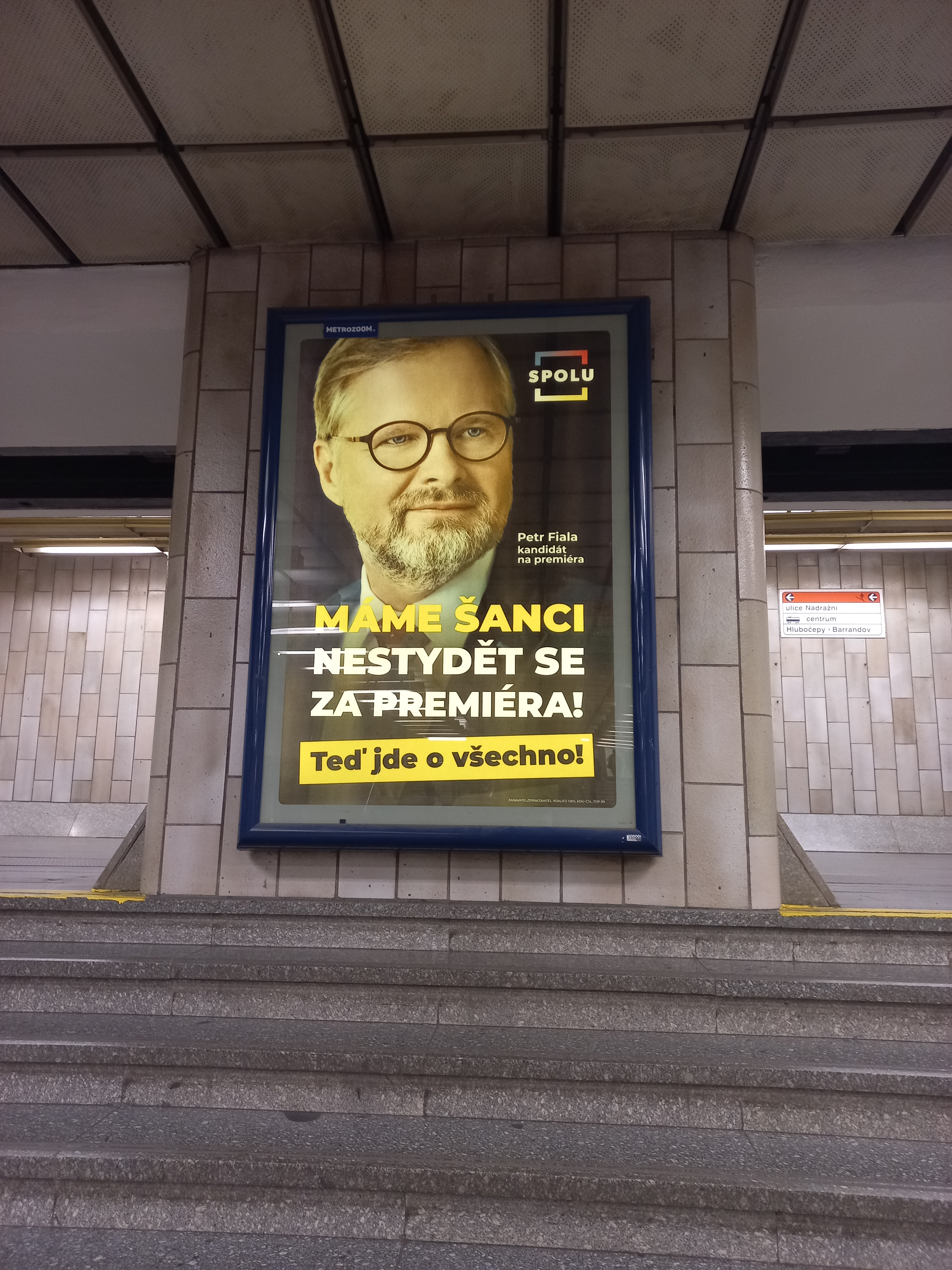
Агитационный плакат перед парламентскими выборами в 2021 году

В октябре 2020 года подписал меморандум о сотрудничестве перед парламентскими выборами с председателями TOP 09 и KDU-ČSL. Был лидером коалиции «SPOLU» (ODS, KDU-ČSL и TOP 09) на выборах в нижнюю палату парламента и был лидером коалиционного списка в Южно-Моравском избирательном округе. Получил 38 555 преференциальных голосов и был переизбран депутатом.

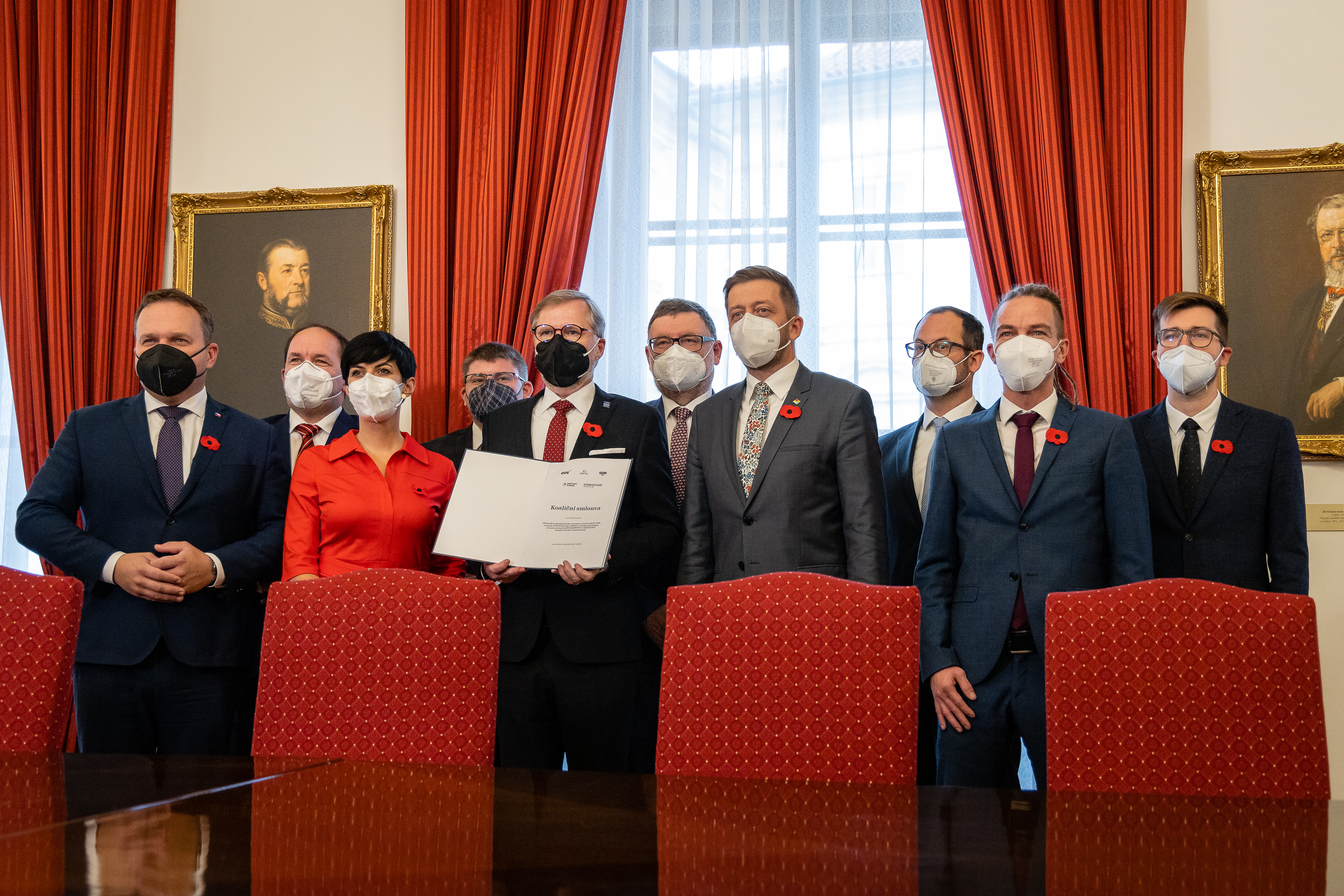
Лидеры партий новой правительственной коалиции, 2021 год

После победы на парламентских выборах пяти оппозиционных партий их представители выразили намерение создать коалиционное правительство, и в качестве кандидата на пост премьер-министра был выдвинут Петр Фиала. 28 ноября президент Милош Земан назначил Петра Фиалу новым премьером и поручил ему формирование правительства.

### Премьер-министр
Новое правительство было назначено президентом 17 декабря 2021 года. Кабинет получил доверие парламента на заседании 13 января 2022 года, которое длилось около 23 часов. Перед этим Петр Фиала совершил традиционную для чешских премьеров первую заграничную поездку в Словакию, где встретился с президентом Зузаной Чапутовой, премьер-министром Эдуардом Хегером и председателем парламента Борисом Колларом.
В начале февраля Петр Фиала и его польский коллега Матеуш Моравецкий подписали в Праге соглашение о прекращении споров вокруг угольного разреза Туров.

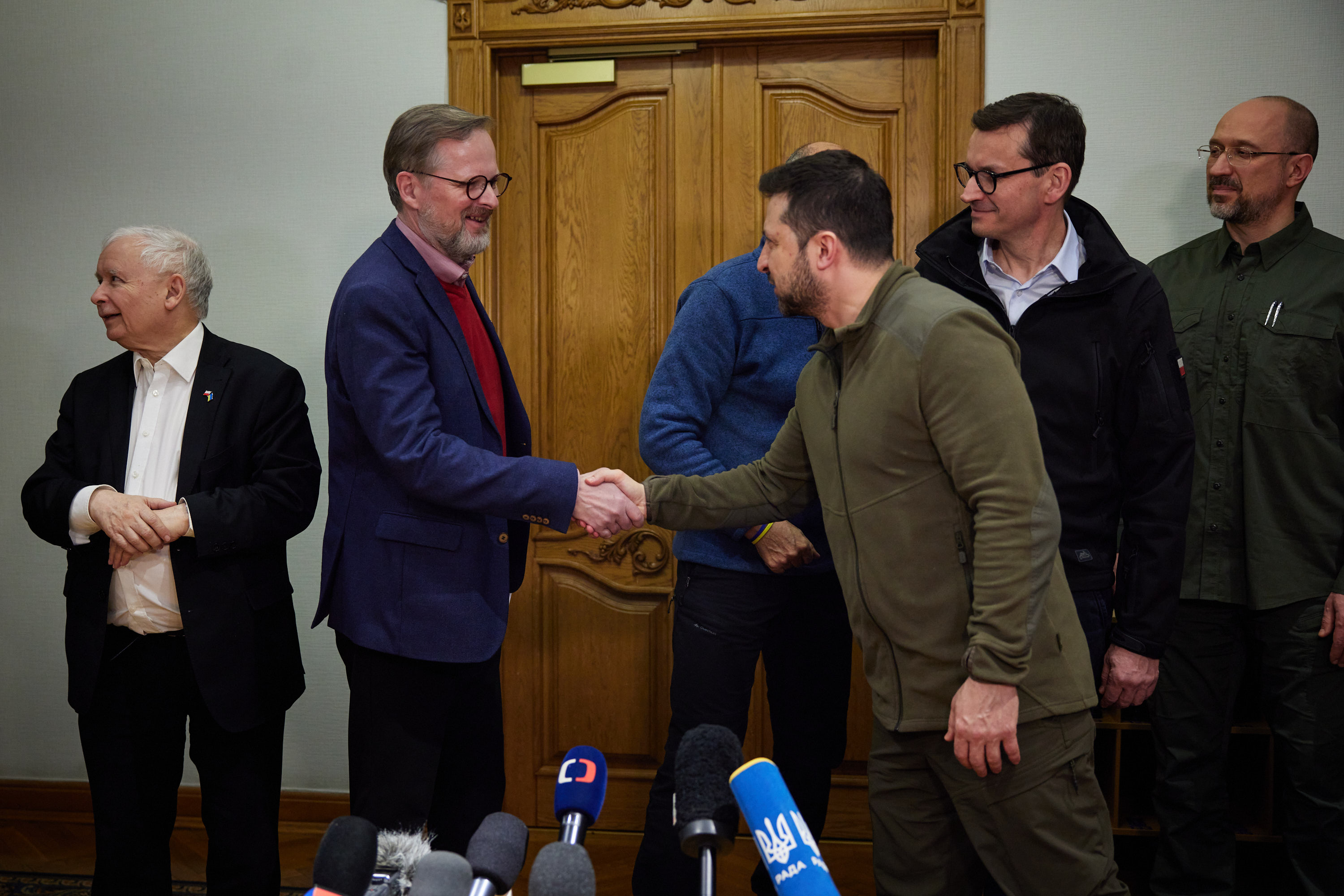
Петр Фиала и Владимир Зеленский на переговорах в марте 2022, Киев

После начала российского вторжения на Украину 24 февраля 2022 Петр Фиала и правительство Чехии заняли жесткую позицию по отношению к России, а также провозгласили политику максимальной поддержки Украины. Были начаты поставки гуманитарной, финансовой помощи и вооружения. Петр Фиала также выступает за скорейшее вступление Украины в Европейский Союз и НАТО, а также принятие украинских беженцев.
В условиях тайны и строгих мер безопасности Петр Фиала в составе делегаций Чехии, Польши (Матеуш Моравецкий и Ярослав Качиньский) и Словении (Янез Яншa) посетил 15 и 16 марта оборонявшийся Киев, где встретился с главой Украины Владимиром Зеленским и премьер-министром Денисом Шмыгалём. Эти переговоры вызвали значительный резонанс в Чехии и в мире, многие политики и журналисты назвали данное событие историческим, беспрецедентным и смелым. Целью встречи было выразить поддержку Украине, а также договориться о дополнительной военной и гуманитарной помощи.
В июне 2022 года Петр Фиала встретился в Ватикане с Папой Римским Франциском. На переговорах обсуждалась война на Украине, а также состояние религии в Чехии.

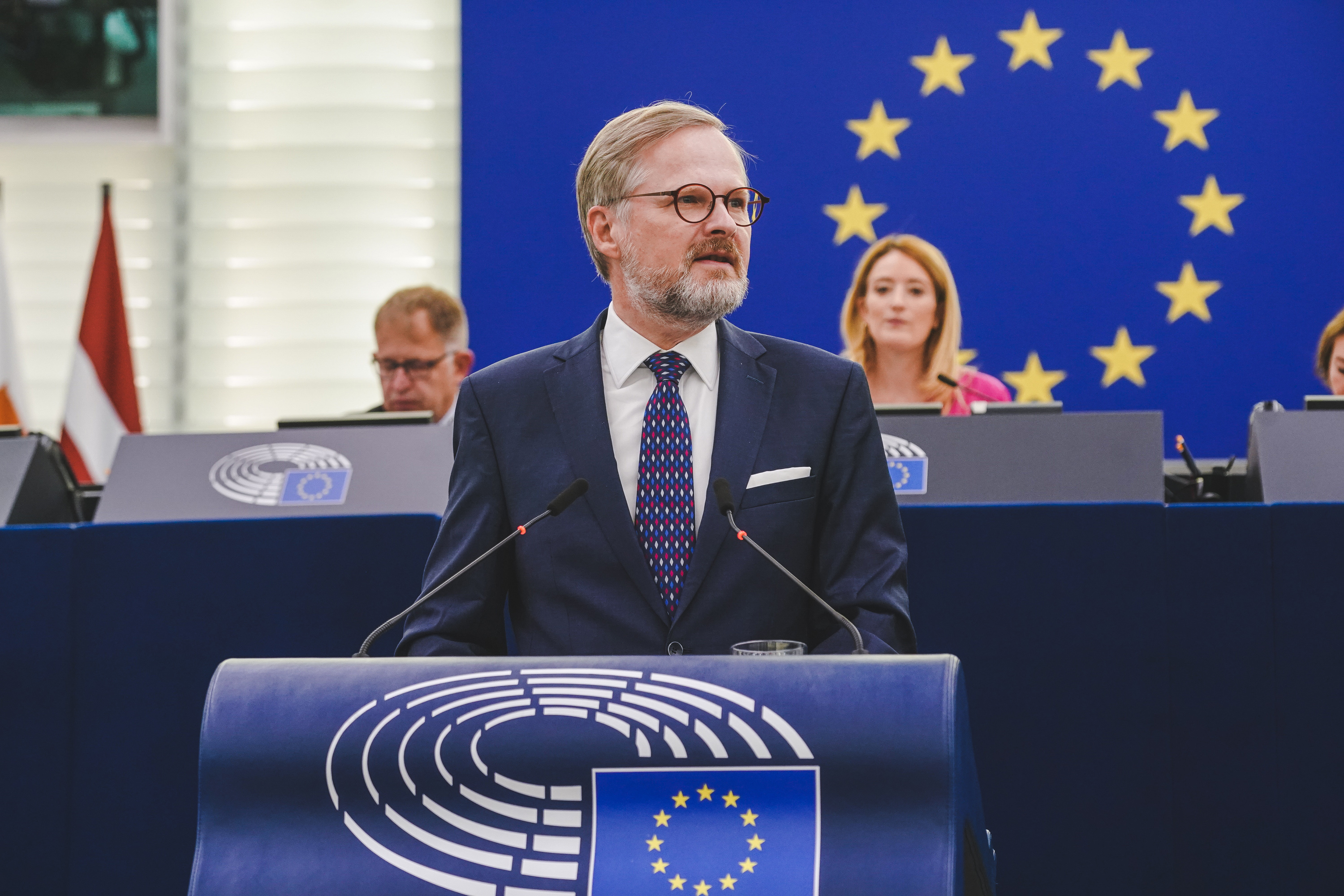
Петр Фиала на заседании Европейского парламента

С 1 июля 2022 года Чехия стала председателем Совета Европейского союза. По этому случаю Петр Фиала произнёс речь на заседании Европейского парламента. В ней он призвал к защите европейских ценностей, продолжению поддержки Украины и включению ядерной энергетики в число возобновляемых источников энергии. Впоследствии евродепутаты поддержали данное предложение на голосовании.
В начале октября 2022 года Петр Фиала принимал на Пражском Граде первый саммит Европейского политического сообщества. На саммите встретилось 44 делегации стран Европы, за исключением Российской Федерации и Белоруссии. Перед этим Фиала встретился лично с премьер-министром Великобритании Лиз Трасс и президентом Турции Реджепом Тайип Эрдоганом.
Во время переговоров с президентом Украины Владимиром Зеленским пообещал, что если Россия применит тактическое ядерное оружие на Украине, Чехия присоединится к ответу НАТО.

#### 2023
В феврале 2023 года посетил Объединённые Арабские Эмираты, где он провел переговоры с эмиром Мухаммадом ибн Заид Аль Нахайяном и посетил ярмарку вооружений IDEX в Абу-Даби.
В апреле 2023 года посетил Вьетнам, где встретился и провёл переговоры с премьер-министром Фам Минь Тином и президентом Во Ван Тхыонгом. Переговоры касались усиления чешско-вьетнамского экономического сотрудничества. После посетил мавзолей Хо Ши Мина, где почтил память революционера.
В конце июня 2023 года назвал сообщения об украинском контрнаступлении против российских войск на оккупированном Россией юго-востоке Украины оптимистичными, но также предупредил о возможном «сценарии замороженного конфликта, который создаст центр постоянной нестабильности безопасности в Восточной Европе». Он поддержал поставки чешского оружия в Украину, а в июле 2023 года заявил, что «каждый день с первого дня войны из Чехии покидает около 10 000 единиц боеприпасов и как минимум один танк, гранатомет или гаубица». По словам Фиалы, «с начала российского вторжения Чехия была одним из крупнейших доноров и поставщиков военной помощи Украине. Мы были первыми, кто поставил Украине вертолеты, танки, гаубицы, ракетные установки и боевые машины пехоты».
После вторжения боевиков ХАМАС 7 октября 2023 года на территорию Израиля и начала операции «Железные мечи», выразил однозначную поддержку Израилю и назвал действия Израиля в секторе Газа законной самообороной. 25 октября посетил Израиль, где встретился с президентом Ицхаком Герцогом и премьер-министром Биньямином Нетаньяху.
4 ноября 2023 года посетил с дипломатической миссией Эфиопию, где встретился с премьер-министром Абий Ахмедом Али. На военной базе в Дэбрэ-Зэйт встретился с командующим ВВС Эфиопии, несмотря на то, что, по оценкам независимых экспертов Гентского университета, при подавлении мятежа в штате Тыграй погибло свыше 100 тысяч человек. 6 ноября власти Нигерии, ключевой страны Африки к югу от Сахары, отменили запланированный визит Фиалы. По мнению экспертов и оппозиционных политиков, это могло быть связано с поддержкой чешского правительства Израиля в ООН, где Чехия, как одна из 14 стран, не поддержала резолюцию, призывающую к гуманитарному прекращению огня в войне в секторе Газа.

#### 2024
В апреле 2024 года на XXXI партийном съезде Фиала был вновь избран председателем партии, побив тем самым рекорд основателя партии Вацлава Клауса. За его кандидатуру проголосовало 424 из 525 делегатов съезда. 15 апреля 2024 года посетил с официальным визитом США, где встретился с президентом Джо Байденом. Осудил удары Ирана по Израилю и заявил, что «долгосрочное агрессивное поведение Ирана мешает ближневосточному региону жить в мире и безопасности».

## Политические взгляды
Фиала позиционирует себя как правого демократического консервативного политика, отвергающего как экстремизм, так и популизм.
В октябре 2015 года Фиала призвал к военному вторжению западных сухопутных войск на Ближний Восток, заявив: «Мы не решим проблему миграции и дестабилизации на Ближнем Востоке и в Северной Африке, если не предпримем военных действий».
В августе 2016 года заявил, что «…радикальный ислам находится в состоянии войны с Европой… И чешское правительство не должно поддерживать европейскую миграционную политику, должно не допустить квоты и не принимать мигрантов, которые могут представлять опасность».
В декабре 2016 года объявил политкорректность «лицемерием, которое душит нас и мешает называть вещи своими настоящими именами. Это мешает нам говорить о ценностях, в которые мы верим, и решать реальные проблемы».
В июне 2018 года канцлер Германии Ангела Меркель осудила изгнание немцев из Чехословакии и других стран Центральной и Восточной Европы после Второй мировой войны. Фиала на эти замечания Меркель об отсутствии морального и политического оправдания изгнания немецких меньшинств заявил, что «извлечение вещей из прошлого и их одностороннее толкование, безусловно, не способствует развитию взаимоотношений».
В октябре 2019 года осудил военную агрессию Турции против курдов на севере Сирии, заявив, что «ситуация на Ближнем Востоке значительно ухудшилась после этой турецкой военной операции».
Фиала поддерживает Государство Израиль и считает, что с точки зрения международного права признание Палестинской автономии полноценным государством является противозаконным актом. Критиковал министра иностранных дел Томаша Петршичека, министра культуры Любомира Заоралека и бывшего министра иностранных дел Карела Шварценберга за их совместное заявление от 23 мая 2020 года, осуждающее планируемую израильскую аннексию еврейских поселений в Иудее и Самарии. Первым в мире послал министра иностранных дел Яна Липавского с визитом солидарности в Иерусалим уже через три дня после террористической атаки Хамаса 7 октября 2023 года, а 25 октября прибыл в Израиль лично.
В начале июня 2020 года неизвестные лица нанесли на памятник Черчиллю в Праге вандальную надпись: «Он был расистом. Black Lives Matter». Петр Фиала заявил, что осквернение памятника «великого демократического политика Уинстона Черчилля, который способствовал поражению Гитлера» является «глупостью и постыдным» (поступком).
Фиала является принципиальным противником признания однополых браков, написав в своей книге «От А до Я», что «никто не может заставить меня поверить в то, что однополые люди могут заключать брак и создавать семью, равную естественной».

## Личная жизнь
В 1992 году создал семью с Яной Фиаловой, с которой познакомился во время Бархатной революции. В браке родилось трое детей.

## Награды
- Золотая медаль Масарикова университета (2019)
- Орден князя Ярослава Мудрого I степени (31 октября 2022, Украина) — за выдающийся личный вклад в развитие украинско-чешского межгосударственного сотрудничества, поддержку независимости и территориальной целостности Украины[72][73]